# Kinderseele (Film)
Kinderseele ist eine Fernseh-Verfilmung der gleichnamigen Erzählung von Hermann Hesse.

## Handlung
Die Handlung des Films entspricht der literarischen Vorlage:
Der Erzähler erinnert sich an einen Tag in seiner Kindheit, die er in einem gutbürgerlichen Elternhaus mit seinen Schwestern, einer mitleidigen Mutter und einem strengen Vagter verbrachte. An diesem Tag geht er ins Zimmer seines Vaters und stiehlt aus dessen Schreibtischschublade einige getrocknete Feigen. Sofort danach bereut er die Tat und kann sich die Gründe dafür nicht erklären. Beim Mittagessen bemerkt der Vater die Verwirrung des Sohnes, dieser täuscht Kopfschmerzen vor, muss aber nach dem Essen und einer Mittagsruhe trotzdem zurück in die Schule zum Turnunterricht. In seinem Zimmer, allein mit seinen Schuldgefühlen und selbstquälerischen Gedanken, verpasst er den Beginn der Turnstunde und läuft stattdessen hinaus in die Wälder und Berge. Erst abends kehrt er in die Stadt zurück, trifft seinen Schulfreund Oskar und fängt anscheinend grundlos Streit mit ihm an. Als er nach Hause kommt, erwartet er die verdiente Strafe des Vaters, die jedoch ausbleibt: Stattdessen wird er von der Mutter liebevoll versorgt und zu Bett geschickt.
Am Morgen des folgenden Tages, eines Sonntags, glaubt er, die Geschichte überstanden zu haben. Nach dem Frühstück geht er mit den Eltern in die Kirche. Wieder zu Hause, konfrontiert der Vater ihn doch noch mit seiner Tat: Er fragt den Sohn, wo er die Feigen her hat, und dieser lügt, er habe sie von gespartem Geld bei einem Konditor gekauft. Der Vater will mit dem Sohn zum Konditor gehen, um dies zu überprüfen, und erst kurz vor der Ankunft gibt der Sohn zu, gelogen zu haben. Die beiden kehren nach Hause zurück, wo der Vater den Sohn zur Rede stellt. Dieser weiß aber selbst keinen Grund für seine Tat. Er wird innerlich immer wütender auf den Vater, weil dieser die Bestrafung so hinausgezögert hat, anstatt ihn sofort zu betrafen und ihm dadurch Erleichterung zu verschaffen. Die Strafe besteht nun darin, dass der Sohn den Sonntagnachmittag eingesperrt auf dem Dachboden verbringen muss. Dort vertreibt er sich die Zeit mit einer Kiste alter Bücher. Abends kommt es nochmal zu einer kurzen Aussprache zwischen Vater und Sohn. Der Vater hat dem Sohn inzwischen vollkommen verziehen – der Sohn dem Vater jedoch nicht.

## Produktion
Der wurde von Schmelzer & Stapenhorst im Auftrag des Bayerischen Rundfunks produziert und anlässlich von Hesses 100. Geburtstag 1977 zum ersten Mal ausgestrahlt.

## Stil
Das Drehbuch des Films beschränkt sich zum größten Teil auf die Wiedergabe der literarischen Vorlage durch die Off-Erzählerstimme des (inzwischen erwachsenen) Sohnes. Die Darsteller werden in langen, ruhigen Einstellungen gezeigt und agieren hauptsächlich stumm, nur an wenigen Stellen gibt es kurze Dialoge.